# Juan María Uribezubia
Uribezubia  Velar est un nom espagnol. Le premier nom de famille, en général paternel, est Uribezubia ; le second, en général maternel, souvent omis, est Velar.
Juan María Uribezubia Velar, surnommé Katarra, est un coureur cycliste espagnol né le 4 avril 1940 à Elorrio. Professionnel de 1964 à 1969, il a notamment remporté deux étapes du Tour de Catalogne et le classement général du Tour de La Rioja, ainsi qu'une étape. Il est le frère aîné de José Luis Uribezubia, également coureur cycliste.

## Palmarès
- 1961
  - 1re étape du Tour de Catalogne
  - 2e de la Milk Race
- 1964
  - 3eb étape du Tour de France (contre-la-montre par équipes)
- 1965
  - 3 étapes du Tour de Saint-Laurent
  - Tour de La Rioja :
    - Classement général
    - 3e étape
- 1966
  - Tour de Majorque : 
    - Classement général
    - 3e étape
- 1967
  - Tour d'Aragon
- 1969
  - 4ea étape du Tour de Catalogne

## Résultats sur les grands tours

### Tour de France
1 participation
- 1964 : 41e, vainqueur de la 3eb étape (contre-la-montre par équipes)

### Tour d'Espagne
4 participations 
- 1964 : abandon (14e étape)
- 1966 : 20e
- 1968 : 28e
- 1969 : 20e, vainqueur du classement des metas volantes